# René Binz
René Binz, né le 5 octobre 1902 à Fribourg et mort le 10 décembre 1989 dans la même ville, est un haute fonctionnaire fribourgeois. Il est chancelier d’État de 1933 à 1968.